# Грачов Олексій Вікторович
Олексій Вікторович Грачов (нар. 5 березня 1969, Сімферополь, Кримська область, УРСР) — радянський, український та російський футболіст, нападник. Згодом — тренер. На даний час — головний тренер фейкового кримського клубу «Севастополь».

## Кар'єра гравця
Окрім нього в сім'ї виховувалося ще двоє дітей — брат та сестра.
Вихованець школи сімферопольської «Таврії», де його тренером був В'ячеслав Портнов. Під час проходження служби спортроті в армії грав за київський СКА. У 1989 році грав за керченський «Океан» у Другій лізі СРСР. Перехід до севастопольської «Чайки» відбувся за рекомендацією Анатолія Заяєва головному тренеру Геннадію Макарову. Олексій розпочинав грати в центрі півзахисту, а потім перейшов на позицію нападника.
Його наступною командою стала сімферопольська «Таврія», яка виступала в Першій лізі СРСР, де він став гравцем основного складу. Під час виступу за кримчан, його запросили на перегляд в донецький «Шахтар», проте в підсумку він поїхав на перегляд в охтирський «Нафтовик», куди поїхали його одноклубники Едуард Піскун, Олександр Євтушок й Ігор Єршов. У складі команди грав в першому чемпіонаті незалежної України. Команда за підсумками сезону вилетіла в Першу лігу, де потім стала бронзовим призером сезону 1992/93 років. В Охтирці став гравцем основного складу, найкращим бомбардиром команди в турнірі 1994/95 років, тоді ж він посів третє місце в списку бомбардирів Першої ліги. Грачов є автором першого «покеру», тобто чотирьох забитих м'ячів в одній грі, в поєдинку проти «Бажановця» 11 жовтня 1994 року. В Охтирці він жив на одному сходовому майданчику з одноклубником Едуардом Піскуном, з яким він грав до цього в «Чайці» і «Таврії», а пізніше й у кіровоградській «Зірці».
Влітку 1995 року Грачов перейшов у кіровоградську «Зірку НІБАС» з Вищої ліги. Разом з Піскуном його запрошували в російський «Уралан», проте Едуард в результаті пішов до краснодарської «Кубані», а Олексій у «Уралан» з Елісти. У 1997 році разом з командою став переможцем першого російського дивізіону. Взимку 1998 року повернувся до «Нафтовик». У вересні 2000 перейшов у друголіговий «Електрон» з міста Ромни. Початок сезону 2000/01 років провів у «Таврії», однак провівши лише одну гру в чемпіонаті України, перейшов в «Нафтовик». Тоді команда стала переможцем другої ліги й повернулася в Першу, а Грачов став найкращим бомбардиром групи в якій виступали охтирці з 16 забитими голами. Кар'єру футболіста завершив у 2002 році.
Рекордсмен «Нафтовика» за кількістю проведених матчів й забитих м'ячів у чемпіонатах України. Загалом за Нафтовик провів понад двісті матчів і забив понад п'ятдесяти м'ячів.

## Тренерська кар'єра
Закінчив Сімферопольський державний університет імені М. В. Фрунзе.
У 2003 році увійшов до тренерського штабу охтирського «Нафтовика», де пропрацював протягом чотирьох років. Потім, протягом двох років був тренером сімферопольського «ІгроСервіса», після чого повернувся в «Нафтовик». У 2010 році увійшов до тренерського штабу «Севастополя». Потім працював головним тренером дубля, старшим тренером молодіжного складу, займав посаду тренера в «Севастополі-2». Влітку 2012 року став тренером «Севастополя-3», який виступав у чемпіонаті Криму. Пізніше входив у тренерський штаб «Севастополя», був головним тренером дубля й тренером команди U-19.
У 2014 році після окупації Росією Кримського півострова залишився на його території, пішов на спіпрацю з окупантами та колаборантами й увійшов до тренерського штабу місцевого фейкового клубу СКЧФ. На початку 2015 року очолював команду СКЧФ 1998 року народження на турнірі Arena Yevpatoria Cup. У т.зв. всекримському турнірі очолював СКЧФ-2. Влітку 2015 року став тренером іншого фейкового клубу, «Бахчисарая», привів цю «команду» до бронзових нагород т. зв. «чемпіонату Криму» й перемозі у т.зв. Кубку Прем'єр-ліги КФС в фінальному матчі над СКЧФ (2:1). Був визнаний найкращим тренером турніру. Влітку 2016 року очолив т.зв. «Севастополь» і привів команду до перемоги в чемпіонаті півострова, який був організований окупаційною адміністрацією.

## Досягнення
«Нафтовик» (Охтирка)
- Перша ліга чемпіонату України
  -  Бронзовий призер (1): 1992/93

- Друга ліга чемпіонату України
  -  Чемпіон (1): 2000/01

«Уралан»
- Перший дивізіон чемпіонату Росії
  -  Чемпіон (1): 1997

## Особисте життя
Дружина — Жанна, економіст в сімферопольській кампанії «Таврія-Авто». Син Дмитро, також був професіональним футболістом.

## Статистика
| Сезон   | Клуб                   | Ліга             | Чемпіонат | Чемпіонат | Кубок | Кубок |
| Сезон   | Клуб                   | Ліга             | Матчі     | Голи      | Матчі | Голи  |
| ------- | ---------------------- | ---------------- | --------- | --------- | ----- | ----- |
| 1989    | «Океан» (Керч)         | Друга ліга       | 24        | 0         |       |       |
| 1990    | «Чайка» (Севастополь)  | Друга нижча ліга | 29        | 9         |       |       |
| 1990    | «Таврія» (Сімферополь) | Перша ліга       | 7         | 0         |       |       |
| 1991    | «Таврія» (Сімферополь) | Перша ліга       | 36        | 9         |       |       |
| 1992    | «Нафтовик» (Охтирка)   | Вища ліга        | 17        | 1         | 6     | 2     |
| 1992/93 | «Нафтовик» (Охтирка)   | Перша ліга       | 42        | 12        | 4     | 3     |
| 1993/94 | «Нафтовик» (Охтирка)   | Перша ліга       | 38        | 14        | 2     | 0     |
| 1994/95 | «Нафтовик» (Охтирка)   | Перша ліга       | 42        | 18        | 1     | 0     |
| 1995/96 | «Зірка-НІБАС»          | Вища ліга        | 28        | 4         | 4     | 2     |
| 1996    | «Уралан-д»             | Третя ліга       | 2         | 0         |       |       |
| 1996    | «Уралан»               | Перший дивізіон  | 20        | 3         |       |       |
| 1997    | «Уралан»               | Перший дивізіон  | 18        | 1         | 2     | 1     |
| 1997/98 | «Нафтовик» (Охтирка)   | Перша ліга       | 21        | 2         | 1     | 0     |
| 1998/99 | «Нафтовик» (Охтирка)   | Перша ліга       | 36        | 2         | 4     | 0     |
| 1999/00 | «Нафтовик» (Охтирка)   | Перша ліга       | 8         | 0         |       |       |
| 1999/00 | «Електрон» (Ромни)     | Друга ліга       | 16        | 5         |       |       |
| 2000/01 | «Таврія» (Сімферополь) | Вища ліга        | 1         | 0         |       |       |
| 2000/01 | «Нафтовик» (Охтирка)   | Друга ліга       | 29        | 16        |       |       |
| 2001/02 | «Нафтовик» (Охтирка)   | Перша ліга       | 25        | 0         | 1     | 1     |
| 2001/02 | «Електрон» (Ромни)     | Друга ліга       | 5         | 0         |       |       |
| 2002/03 | «Нафтовик» (Охтирка)   | Перша ліга       | 2         | 0         |       |       |

Джерела:
- статистика — Профіль футболіста на сайті FootballFacts.ru (рос.)